# A406 (Frankrijk)
De A406 is een korte Franse autosnelweg in het departement Saône-et-Loire in het centrum van Frankrijk. De autosnelweg is in maart 2011 opengesteld voor het verkeer en vormt een 11 kilometer lange oost-westverbinding ten zuiden van Mâcon langs. De weg maakt deel uit van de doorgaande vrachtroute RCEA. Westwaarts gaat de A406 over in de N79.